# Centru (Banja Luka)

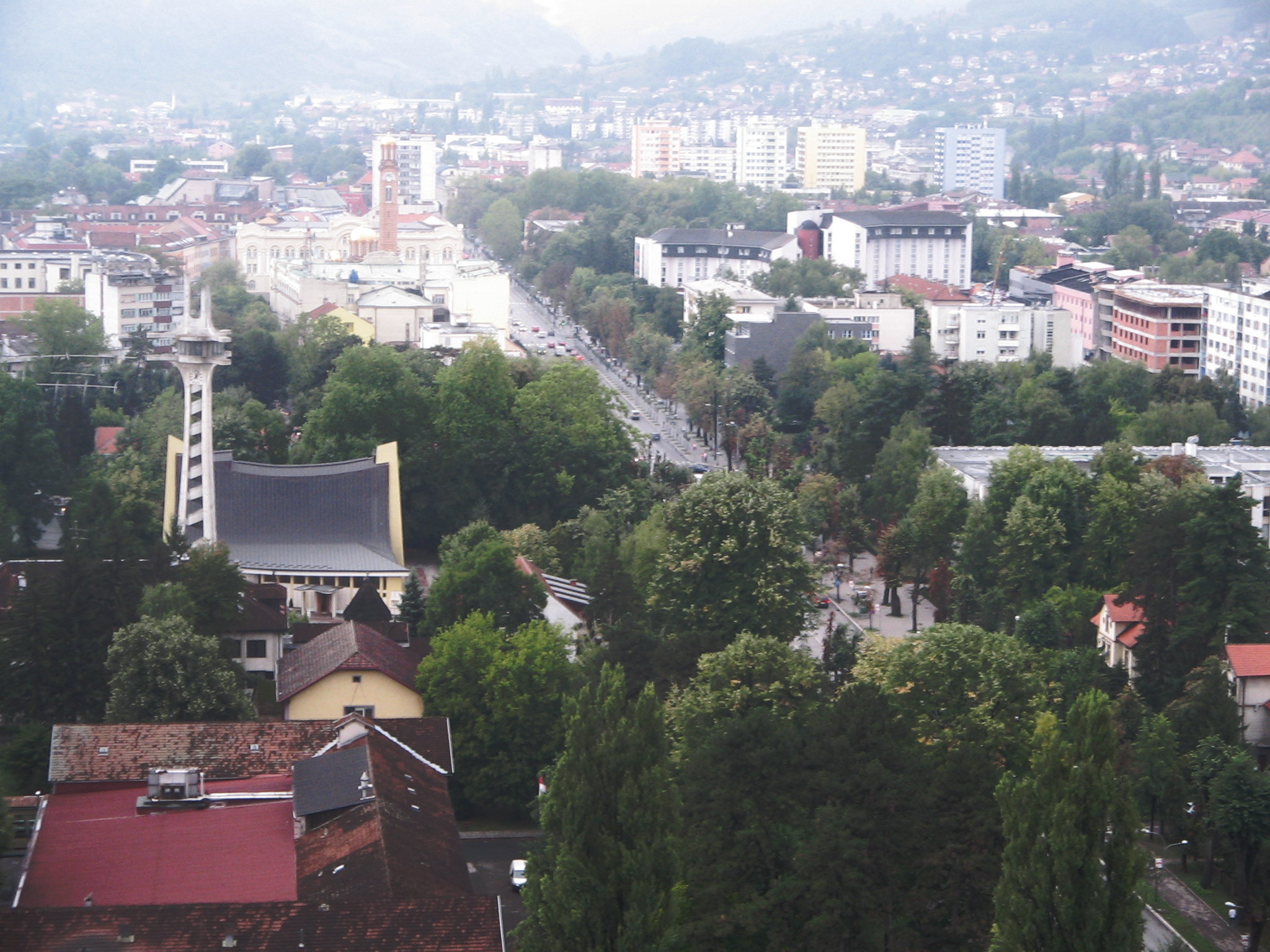
Centru I

Centru (în sârbă: Центар) este un cartier al orașului Banja Luka. Este situat pe malul stâng al râului Vrbas. Este alcătuit din două părți: Centru I și Centru II.

## Geografie
Cartierul Centru este situat pe malul stâng al râului Vrbas. Se învecinează cu Paprikovac (Papricovaț) la vest, cu Petrićevac (Petricevaț) la nord-vest, cu Rosulje (Rosulie) la nord, cu Lazarevo și Budžak (Bugeac) la nord-est, cu Borik (Boric) la est, cu Starčevica (Starcevița) la sud-est (Podul KAB, râul Vrbas), cu Obilićevo (Obilicevo) la sud și cu Bulevar (Bulevard) la sud-vest.

## Populație
La recensământul din 1991, în cartierul Centru locuiau 15.827 de locuitori, dintre care 8.853 trăiau în Centru I și 6.974 în Centru II.